# Симона де Бовуар в Чикаго
«Симона де Бовуар в Чикаго» (англ. Simone de Beauvoir in Chicago) — фотография американского фотографа и писателя Арта Шэя. На фото изображена известная французская писательница, философ, идеолог феминистского движения Симона де Бовуар. Снимок сделан в 1950 году во время пребывания Бовуар в Чикаго. Изображение получило широкую известность в 2008 году, после того как французский журнал «Le Nouvel Observateur» разместил его на обложке январского выпуска, посвящённому столетию со дня рождения писательницы. Фотография была отпечатана на чёрно-белой фотобумаге. Она неоднократно выставлялась среди прочих работ на экспозициях творческого наследия художника.

## История создания
Арт Шэй родился в Бронксе в 1922 году. Во время Второй мировой войны служил штурманом в ВВС Армии США (англ. USAAF). После войны работал репортёром в Life, с 1948 года жил в Чикаго, создавая фотографии для Time, Fortune, The New York Times. Получил всемирное признание за свои портреты известных людей: Марлона Брандо, Элизабет Тейлор, Джона Кеннеди и многих других, выполненных в лишённой официоза манере, раскрывающей внутренний мир знаменитостей.
В 1949 году Арт Шэй знакомится с Нельсоном Олгреном, известным американским писателем. Знакомство перерастает в совместное творчество и дружбу, продолжавшуюся всю жизнь. Чикаго Олгрена и Шэя, запечатлённый в их творчестве, навсегда останется в истории: в романе «Человек с золотой рукой (англ. The Man with the Golden Arm)» Олгрена, в его эссе «Чикаго: город на взводе (англ. Chicago: City on the Make)», в серии фотографий Шэя, созданных во время блужданий по городским закоулкам, позднее изданных им в сборниках Nelson Algren’s Chicago и Chicago Accent. Художники показывали жизнь города без прикрас: среди их героев бомжи, проститутки, наркоманы, сутенёры; но вместе с осуждением, в их творчестве звучит и признание в любви к тому Чикаго, что они знали.
Нельсон Олгрен познакомился с Симоной де Бовуар в 1947 году, когда та приехала в США с курсом лекций по литературе. Начавшийся между ними роман продлился 14 лет, и лишь неразрывная привязанность Симоны к Жан-Полю Сартру не позволила им остаться вместе. В 1950 году Симона, которой в то время было 42 года, гостила у Олгрена в Чикаго.
В тесной квартире, которую снимал писатель за 10 долларов в месяц, не было ванны, и Олгрен попросил Шэя найти для «Френчи» (как они называли Бовуар) место, где можно помыться. Арт нашёл квартиру, и на следующий день отправился туда вместе с Симоной. Шэй не мог удержаться, чтобы не воспользоваться случаем. В приоткрытую дверь он с помощью фотоаппарата «Leica» делает несколько быстрых снимков обнажённой Симоны, которая только что приняла ванну и стояла у зеркала, поправляя волосы. По его словам, она услышала щёлканье его фотоаппарата, но не разозлилась, а лишь шутливо сказала: «Плохой мальчик!» (фр. Vilain garçon!), не попросив закрыть дверь или прекратить снимать. Позже Шэй рассказал про сделанные снимки Олгрену, однако того больше интересовало, не пыталась ли Симона соблазнить его друга. В дальнейшем работа отвлекла фотографа от сделанных снимков, и он забыл о них на долгие годы.

## Публикация в «Nouvel Observateur»
3 января 2008 года во Франции вышел в свет выпуск «Le Nouvel Observateur», посвящённый столетию Бовуар. На обложке номера была помещена фотография обнажённой Бовуар, отпечатанная с одного из кадров, сделанных Шэем в 1952 году. Сразу же разразился скандал. Ассоциация «Choisir la cause des femmes», созданная в своё время самой Бовуар, оценила действия журнала как погоню за наживой. Заместитель шеф-редактора журнала Мишель Лабро прокомментировал, что выбор фотографии был обусловлен содержанием выпуска, где рассматривался яркий нонконформизм Бовуар, её способность идти наперекор общественному мнению. Мотивы повышения продаж Лабро отверг. Участницы феминистских организаций устраивали пикеты у редакции журнала. Подвергалось критике также то, что фотография, помещённая на обложку была отретуширована. Также высказывались обвинения, что фото было снято тайком от самой Бовуар. Множество вопросов вызвал тот факт, что снимок обнажённой Бовуар был сделан не её любовником Олгреном, а другом Олгрена — Шэем. «Nouvel Observateur» был вынужден связаться с фотографом и попросить рассказать историю снимка.

## Влияние
В 2011 году выходит книга Джейн Шиллинг «Незнакомец в зеркале», темой которой стала женщина среднего возраста. На обложке книги помещена фотография самой Шиллинг, копирующей позу Симоны де Бовуар на снимке Арта Шэя.

## Версии снимка
Фотографом было сделано несколько снимков обнажённой Бовуар. На обложке «Nouvel Observateur» использован снимок размером 21,6×14,6 см, напечатанный в 2005 году. Перед помещением на обложку фото было слегка откорректировано: по словам Мишеля Лабро, был уменьшен контраст вокруг ног Бовуар, который смотрелся нехорошо. Фото, размещённое внутри журнала, коррекции не подвергалось.
Фото, напечатанное автором в 1950-е годы, имеет размер 27×18 см. В архиве Арта Шэя есть фотографии обнажённой Бовуар, где она стоит к камере лицом, однако он не собирается их публиковать.